# Гаражный рок
Гаражный рок или гараж-рок (англ. garage rock) — музыкальный жанр, сырой и энергичный вид рок-н-ролла, процветавший в середине 1960-х годов, особенно в США и Канаде. В то время гаражный рок так не называли и не признавали в качестве отдельного жанра, но критическое признание в начале 1970-х и, в частности, издание сборника Nuggets в 1972 году, внесли большой вклад в определение границ нового жанра. Гаражный рок считается основной предтечей панк-рока.
Рок-н-ролл, ритм-н-блюз, сёрф-рок, а впоследствии Beatles и бит-группы британского вторжения мотивировали тысячи поклонников к формированию гаражных групп в США и в других странах с 1963 по 1968 годы. Появились сотни региональных хитов, некоторые из которых попали в национальные хит-парады. После 1968 года появились более сложные формы рок-музыки, а подобные записи в основном исчезли из национальных чартов.
Гаражный рок характеризуется бесхитростной лирикой, порой агрессивным вокалом, а также частым применением гитарного эффекта фузз.

## Происхождение термина
Термин «гаражный рок» происходит от мнения, что многие группы были начинающими любителями, репетировавшими в семейных гаражах, однако многие из них были профессиональными музыкантами. Самое раннее использование термина «гаражная группа» (англ. garage band) было в 1971 году, в мартовском обзоре журнала Rolling Stone, авторства Джона Мендельсона. В том же году термин был вновь использован Ленни Кейем, в том же журнале.
Иногда применяется термин фрат-рок (англ. frat rock), который относится к ранним гаражным группам, существовавшим до появления The Beatles. Allmusic заявляет, что данная сцена увековечена в комедийном фильме «Зверинец» режиссёра Джона Лэндиса.

## Характеристики
Выступления были часто дилетантскими, наивными или преднамеренно сырыми, с типичными темами, вращающимися вокруг жизненных травм в средней школе; песни о «лживых девчонках» (англ. lying girls) были особенно распространены. Лирика и вокал были более агрессивными, чем у прочих исполнителей того времени, вокал иногда акцентировался воплями или криками в кульминационных моментах. В инструментальном плане звучание гитар часто искажалось фуззом. Иногда темп ускорялся, как правило, в инструментальных проигрышах, что называют «raveups».
Тем не менее, группы гаражного рока были очень разнообразными, начиная от сырой двух- или трёхаккордной музыки, как у The Seeds и The Keggs, до качественных студийных записей (The Knickerbockers, The Remains, The Fifth Estate). Ранним группам свойственно сильное влияние сёрф-музыки (The Kingsmen, The Trashmen, The Rivieras). Есть также группы, сочетающие гаражный рок с фолк-роком (The Beau Brummels, The Leaves).

## История

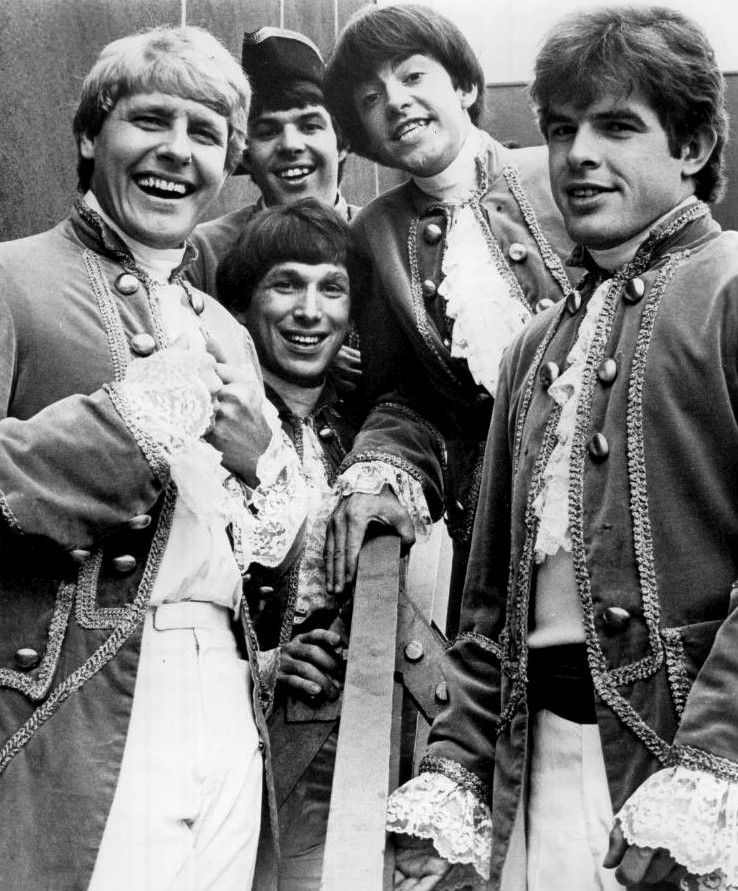
Paul Revere & the Raiders в 1967 году.

### Истоки
В конце 1950-х былой запал рок-н-ролла стал угасать, поскольку крупнейшие звукозаписывающие компании стремились распространять более традиционные записи. Однако некоторые молодые люди были все ещё вдохновлены музыкантами, как, например, Chuck Berry, Литл Ричард, Bo Diddley, Jerry Lee Lewis, Buddy Holly и Eddie Cochran, записи которых несколькими годами ранее объявили личную независимость и свободу от родительского контроля и консервативных норм. Гитарист Линк Рэй, известный прежде всего благодаря инструментальной композиции «Rumble», использовавший инновационные гитарные приёмы пауэр-аккорд и дисторшн, также часто цитируется в качестве раннего влияния. Электрические музыкальные инструменты (особенно гитары) и усилители становились более доступными, позволяя молодым музыкантам формировать небольшие группы для выступлений перед местной публикой; а в некоторых районах случился прорыв, особенно среди радиоаудитории, с большим количеством белых подростков, которые были в состоянии услышать и купить записи. К концу 1950-х региональные сцены были в изобилии на территории США.
Согласно Лестеру Бэнгсу «происхождение гаражного рока как жанра может быть прослежено от Калифорнии до Тихоокеанского Северо-Запада в начале шестидесятых». Там и в других местах группы подростков вдохновились выступлениями таких R&B-исполнителей, как Джонни Отис и Ричард Берри, и приступили к исполнению кавер-версий R&B-песен. В то же время они опирались на работы чисто инструментальных групп, какой являлась, например, The Ventures. Одной из первых подростковых групп, исполнявших R&B-песни, была The Fabulous Wailers с инструментальным хитом 1959 года «Tall Cool One», два года спустя записавшая (безуспешную, но влиятельную) кавер-версию песни Ричарда Берри «Louie Louie», ставшую неофициальным гимном гаражных рокеров. The Fabulous Wailers вдохновили другие группы, особенно The Sonics, сформировавшихся в 1960 году, и The Kingsmen, чья версия «Louie Louie» 1963 года стала национальным и международным хитом после приобретения регионального успеха в Сиэтле.

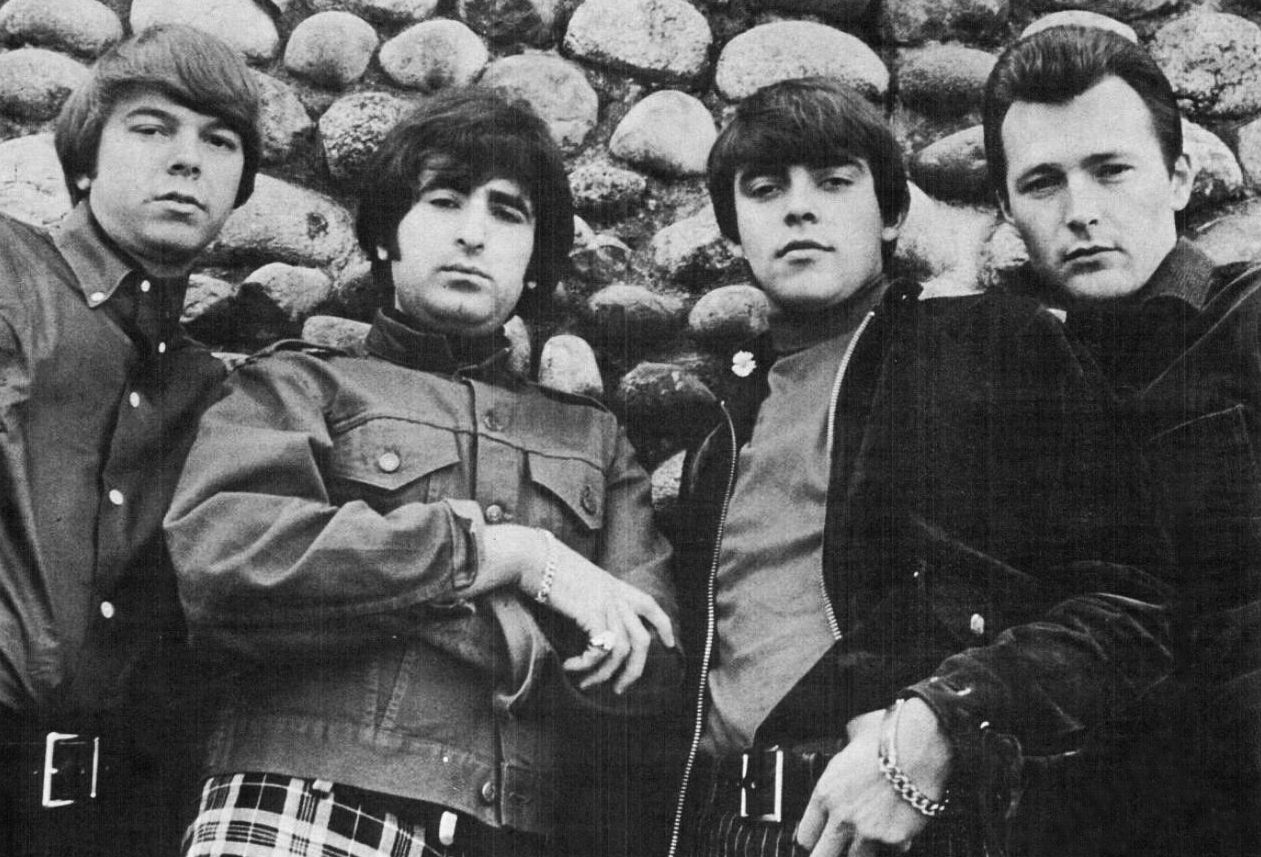
The Standells в 1965 году.

За несколько лет до «британского вторжения» в Техасе и Среднем Западе появилось множество подростковых групп, исполнявших R&B-ориентированный рок, и часто конкурировавших друг с другом в «сражении групп». Под влиянием блюза и рокабилли, в конце 1950-х, в Милуоки, сформировалась группа The Nomads. Конкурирующей группой была The Bonnevilles, во главе с гитаристом Ларри Линном, базировавшаяся в недавно построенном пригороде для среднего класса. По словам лидера, к формированию группы его вдохновили R&B-радиостанции, вещающие с Юга, вместе с выступлениями рок-н-ролльщиков, таких как Джин Винсент, в его молодые годы. В 1963 году несколько синглов таких групп попали в национальные чарты, к ним относятся Paul Revere & the Raiders, The Trashmen и The Rivieras. В то же время, в Южной Калифорнии сформировались группы подобные The Nomads (не из Милуоки), исполняющие инструменталы на гитарах и саксофонах. Многие группы испытывали влияние сёрф-рока и хот-рода, а смешение этих влияний приводило к энергичному и оживленному звучанию. Иногда это называют фрат-рок, который может быть рассмотрен как ранний поджанр гаражного рока.
Писатель Нил Кэмпбелл прокомментировал: «Были буквально тысячи групп, выступавших в местных барах и танцевальных залах, всюду по территории США, до прибытия The Beatles… местная популярная музыка…, была прото-панком, чаще идентифицируемым как гаражный рок».

### Влияние The Beatles и британского вторжения
Историческое появление The Beatles на шоу Эда Салливана 9 февраля 1964 года и последующее «британское вторжение» между 1964 и 1966 гг. оказали колоссальное влияние на американскую молодёжь, вынудив многие сёрф- и хот-род-коллективы сменить свой стиль. Подростки по всей стране создавали тысячи новых групп. Во многих случаях гаражные группы сильно впечатлялись более тяжёлой и блюзовой музыкой, как у The Kinks, The Who, The Animals, The Yardbirds, The Small Faces, The Pretty Things, Them и The Rolling Stones, часто приводившей к сырому и примитивному звучанию. Много групп появилось и за пределами Северной Америки, например, английские The Troggs получили международный успех благодаря хиту «Wild Thing».

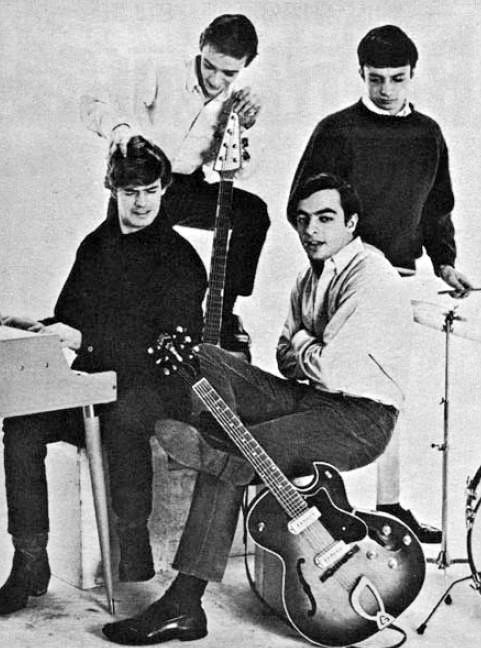
The Remains (группа) в 1966 году.

### Пик популярности
Середина 1960-х была эпохой исполнителей одного хита. Считается, что первыми национального успеха добились The Beau Brummels, с песнями «Laugh, Laugh» и «Just a Little», входившими в топ-15 в 1965 году. Другими примерами успешных песен являются «Fortune Teller» группы The Image, «The Witch» группы The Sonics, «Where You Gonna Go» группы The Unrelated Segments, «It's Cold Outside» группы The Choir, «Girl I Got News for You» группы The Birdwatchers, «Dirty Water» группы The Standells, «I Need Love» группы The Third Booth, «1-2-5» группы The Haunted.
Tommy James & the Shondells из Мичигана выпустили незначительный региональный хит в 1964 году, перед роспуском группы. Когда он был обнаружен питтсбургским диск-жокеем в 1965 году, Hanky Panky получил успех и возродил умирающую карьеру Томми Джеймса и Shondells. Впоследствии ещё двенадцать их синглов входили в топ-40. Также три сольных сингла Томми попали в топ-40.
12 ноября 1966 года Billboard заявил, что продажи сингла 96 Tears группы Question Mark & the Mysterians из Мичигана, достигли миллиона экземпляров. Бостонские The Remains выступали на разогреве у The Beatles во время их американского тура 1966 года. Сингл «Psychotic Reaction» группы Count Five достиг пятой позиции в чартах Billboard в том же году.

### Женские гаражные группы

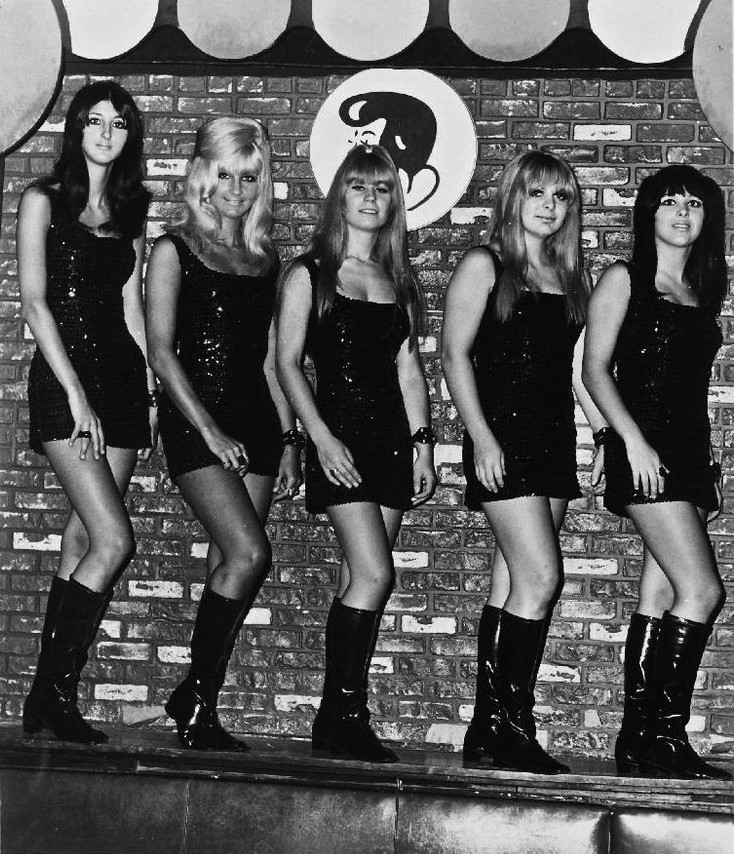
The Pleasure Seekers (группа) в 1966 году (Сьюзи Кватро — крайняя справа).

Гаражный рок не был исключительно мужским явлением. Одним из первых женских коллективов был Goldie and the Gingerbreads из Нью-Йорка, который аккомпанировал Чабби Чекеру в его европейском туре 1962 года, а позже выступал на одной сцене с The Rolling Stones, The Animals, The Beatles, The Yardbirds, The Hollies, The Kinks и другими. В группе The Pleasure Seekers из Детройта принимали участие Сьюзи Кватро и её сёстры. В начале 1970-х Кватро прославилась в качестве сольного исполнителя. The Luv’d Ones издавались на лейбле Dunwich Records и хорошо известны по песне «Up Down Sue». The Liverbirds были родом из Ливерпуля (родины Beatles), но прославились они в Германии, часто выступая в гамбургском Star-Club. К прочим известным исполнителям относятся The Ace of Cups, Daughters of Eve, The Feminine Complex, The Heartbeats. Более поздние женские группы, как, например, The Runaways и The Slits, во многих отношениях будут связаны с панк-движением 1970-х.

### Региональные сцены

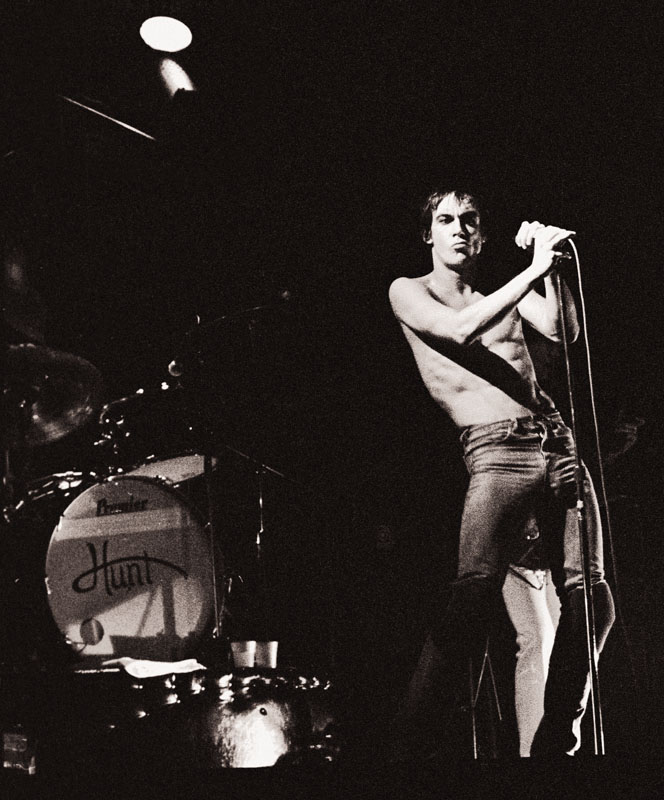
Игги Поп из The Stooges на сцене в 1977 году.

### Упадок
Несмотря на то, что многие гаражные группы подписались на мажорные и крупные региональные лейблы, большинство из них терпели неудачу в коммерческом плане. Например, сингл «Going All the Way» группы The Squires был издан на лейбле Atco, и в настоящее время он рассматривается в качестве классики жанра, но в своё время он не попал в чарты и не стал хитом. Гаражный рок достиг своего максимума в коммерческом и художественном планах около 1966 года. К 1968 году гаражный рок в значительной степени снизил своё присутствие в национальных чартах (хит «Question of Temperature» группы The Balloon Farm был заметным исключением). На местном уровне музыканты-любители уходили в колледжи, на работу или военную службу. Новые жанры развивались из гаражного рока или заменяли его, например, психоделический рок, прогрессивный рок, хэви-метал, кантри-рок и бабблгам-поп. Тем не менее, в Детройте гаражный рок продолжил своё существование и в 1970-х, породив такие группы, как MC5, The Stooges, The Up и Death, которые применили гораздо более агрессивный подход к музыке (так называемый прото-панк).

## Дальнейшее развитие

### Критическое признание
В начале 1970-х рок-критики Дэйв Марш, Лестер Бэнгс, Грег Шоу и Ленни Кей начинают писать о гаражных группах середины 1960-х, как о представителях жанра панк-рок. Тем не менее, с появлением в Нью-Йорке и Лондоне новых сцен в 1975-78 гг., термин «панк-рок» стал широко применяться в отношении групп, появившихся после 1974 года. Группы шестидесятых стали чаще называть «гаражным роком», однако иногда и «гаражным панком», «панком 60-х», или, особенно в случае детройтской сцены 1970-х, «прото-панком».

### Появление панка
Наряду с критическим признанием, возрождение гаражного рока и, до некоторой степени, появление панка в середине 1970-х, может быть прослежено к изданию сборника Nuggets в 1972 году, составленного Ленни Кеем, будущим гитаристом Патти Смит, объединившим на пластинке коммерчески успешные и относительно неизвестные записи середины 1960-х, чьи заметки на обложке содержат термин «панк-рок». В результате популярности сборника и критического признания, обращенного на примитивно звучащий рок прошлого и настоящего, своеобразная эстетика начала появляться вокруг термина «панк», что в конечном счете, с появлением нью-йоркской и лондонской сцен, во главе с Ramones и Sex Pistols соответственно, превратится в субкультуру, со своими собственными взглядами, иконами, идентичностью и ценностями.

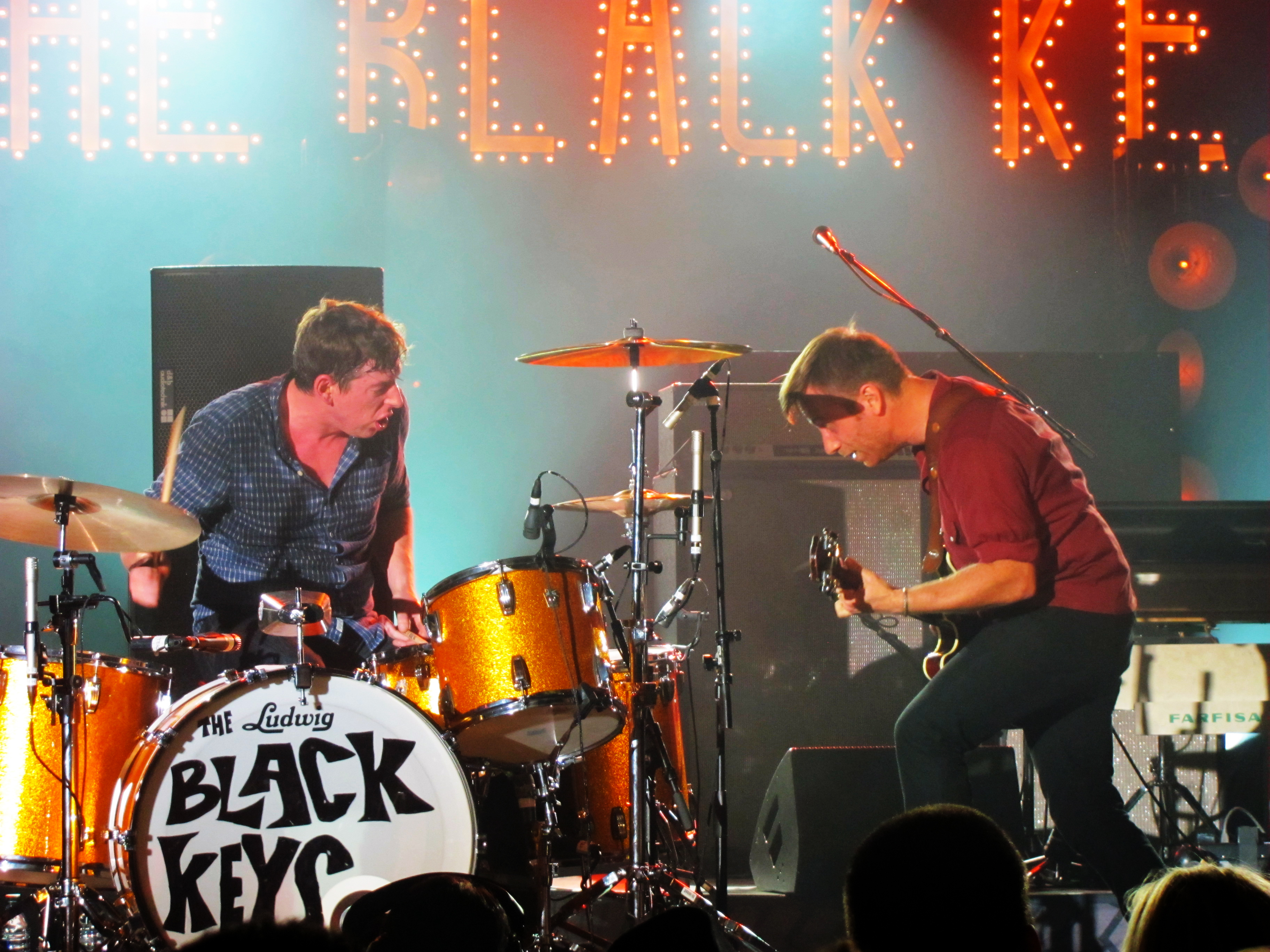
The Black Keys во время выступления в 2011 году.

### Возрождения гаражного рока
В 1980-х ряд исполнителей андеграундной сцены возрождают гаражный рок, пытаясь повторить звучание, стиль и выглядеть как группы из 1960-х, в их числе The Chesterfield Kings, The Fuzztones, The Pandoras и Lyres. Это движение переросло в ещё более примитивный вид гаражного рока, известный как гаражный панк, благодаря таким группам, как The Gories, Thee Mighty Caesars, The Mummies и Thee Headcoats.
В конце 1990-х — начале 2000-х годов появился постпанк-ривайвл, представители которого сочиняют новые композиции, опираясь на более ранние музыкальные явления, включая гаражный рок. Характерные группы направления — The Strokes, The Cribs, The Vines, The Hives, The White Stripes.
В середине 2000-х ряд андеграундных групп добился широкой известности. Такие исполнители, как Black Lips и Джей Ритард, которые изначально выпускали свои записи на лейблах гаражного панка, таких как In the Red Records, стали подписывать контракты с более крупными и известными лейблами. Вслед за ними прочие исполнители стали переходить на мажорные лейблы, как, например, The Strange Boys и Тай Сигалл.